# Aśoka (pel·lícula)
Aśoka (en hindi अशोक, en tàmil அசோகா) és un drama històric de Bollywood de l'any 2001 dirigit per Santosh Sivan i protagonitzat per Shahrukh Khan i Kareena Kapoor. Es tracta d'una visió èpica de la vida d'Aixoka, emperador de la dinastia Maurya que va governar entre els anys 273 i 232 aC i que va instaurar el budisme a l'Índia com a doctrina d'estat. Segons la llegenda, Aixoka va encetar el seu regne de manera extremadament sanguinària fins que es va convertir al budisme i va esdevenir el gran propagador d'aquest ensenyament pacifista. La pel·lícula proposa una explicació novel·lada d'aquest canvi sobtat i radical en la seva vida.

## Repartiment
- Shahrukh Khan: Aixoka
- Kareena Kapoor: Kaurwaki
- Danny Denzongpa: Virat
- Ajit Kumar: Susima
- Hrishitaa Bhatt: Devi
- Rahul Dev: Bheema
- Suraj Balaje: Arya
- Umesh Mehra: Chandragupta Maurya
- Subhashini Ali: Dharma
- Gerson Da Cunha: Bindusara

## Música
La banda sonora compta amb set cançons compostes per Anu Malik, amb lletra de Gulzar (i d'Anand Bakshi pel tema San Sanana). La peça instrumental Asoka Theme va ser escrita per Sandeep Chowtha.

### Cançons
1. San Sanana (5:52)—Alka Yagnik, Hema Sardesai
2. Raat Ka Nasha (5:10)—Chitra
3. Roshni Se (6:54)—Abhijeet, Chitra
4. O Re Kanchi (5:33)—Alka Yagnik, Shaan
5. Raat Ka Nasha (Duet Version) (5:10)—Abhijeet, Chitra
6. Aa Tayar Hoja (6:07)—Sunidhi Chauhan
7. Asoka Theme (3:57)—instrumental